# Santerjeva komisija
Santerjeva komisija je bila Evropska komisija pod vodstvom Jacquesa Santerja. Njen mandat je potekal med 23. januarjem 1995 in 15. marcem 1999.
Organ je imel 20 članov in je nadzoroval uvedbo evra. Delo je bilo prekinjeno, ko je Komisija zaradi obtožb o korupciji kolektivno odstopila. Nekateri člani so ostali pod vodstvom Manuela Marína do imenovanja Prodijeve komisije.

## Sestava komisije
| Resor                                                                                                   | Komisar                 | Država              | Stranka    |
| --- | ----------------------- | ------------------- | ---------- |
| Predsednik                                                                                              | Jacques Santer          | Luksemburg          | CSV EPP    |
| Podpredsednik, konkurenčna politika                                                                     | Leon Brittan            | Združeno kraljestvo | Con. ED    |
| Podpredsednik za zunanje zadeve                                                                         | Manuel Marin            | Španija             | PSOE PES   |
| Notranji trg in davki                                                                                   | Mario Monti             | Italija             | neodvisen  |
| Kmetijstvo in podeželjski razvoj                                                                        | Franz Fischler          | Avstrija            | ÖVP EPP    |
| Konkurenca                                                                                              | Karel Van Miert         | Belgija             | SP PES     |
| Ekonomija in finance                                                                                    | Yves-Thibault de Silguy | Francija            | neodvisen  |
| Zaposlovanje, socialne zadeve in odnosi z EESC                                                          | Pádraig Flynn           | Irska               | FF AEN     |
| Potrošniki in ribištvo                                                                                  | Emma Bonino             | Italija             | TRP ELDR   |
| Okolje in jedrska varnost                                                                               | Ritt Bjerregaard        | Danska              | SD PES     |
| Industrijske zadeve, informacije, telekomunikacijske tehnologije                                        | Martin Bangemann        | Nemčija             | FDP ELDR   |
| Transport                                                                                               | Neil Kinnock            | Združeno kraljestvo | Labour PES |
| Energetika, Agencija za oskrbo Euratom, MSP in turizem                                                  | Christos Papoutsis      | Grčija              | PASOK PES  |
| Imigracije, pravosodje, notranje zadeve, finančni nadzor, odnosi z evropskim varuhom človekovih pravic. | Anita Gradin            | Švedska             | SDWP PES   |
| Finance, personal in uprava                                                                             | Erkki Liikanen          | Finska              | SDP PES    |
| Regionalna politika                                                                                     | Monika Wulf-Mathies     | Nemčija             | SPD PES    |
| Raziskave, znanost in tehnologija                                                                       | Édith Cresson           | Francija            | PS PES     |
| Odnosi s srednjo in vzhodno Evropo                                                                      | Hans van den Broek      | Nizozemska          | CDA EPP    |
| Odnosi z afriškimi, karibskimi in pacifiškimi državami                                                  | João de Deus Pinheiro   | Portugalska         | PSD EPP    |
| Kultura, odnosi z Evropskim parlamentom, audio-vizualne zadeve                                          | Marcelino Oreja         | Španija             | PP EPP     |